# William Congdon
William G. Congdon (Providence (Rhode Island), 14 de abril de 1912 - Milán, 15 de abril de 1998) pintor estadounidense, inició su carrera artística en Nueva York y, a partir de los años sesenta, se asentó definitivamente en Italia. Perteneciente a la corriente de expresionismo abstracto estadounidense, está considerado como uno de los exponentes más brillantes de la Escuela de Nueva York, junto con Jackson Pollok.

## Conversión
En Asis, en 1959 se convirtió al catolicismo. Desde 1979 hasta su fallecimiento vivió en el monasterio de los santos Pedro y Pablo, en las proximidades de Milán.

## Exposiciones
2001
William Congdon 
The RISD Museum, Providence, RI 

## Colecciones públicas
Estados Unidos
MFA - Museum of Fine Arts, Boston, Boston, MA
The Cleveland Museum of Art, Cleveland, OH
Italia
Galleria d'Arte Contemporanea, Asís
Fondazione Querini Stampalia ONLUS, Venecia
Colección Peggy Guggenheim, Venecia
Reino Unido
Kettle's Yard, Cambridge, Cambridgeshire (Inglaterra)